# Tooltip

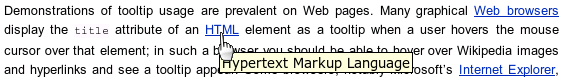
Voorbeeld van een tooltip.

Een tooltip of hint is, in een grafische gebruikersomgeving, een informatieve tekst die verschijnt wanneer de gebruiker de muisaanwijzer boven een object plaatst. Tooltips verschijnen bij items waar dat wenselijk is, bijvoorbeeld als toelichting of als extra informatie.
In veel webbrowsers wordt het title-attribuut van een hyperlink getoond als tooltip wanneer men de cursor er boven plaatst. In applicaties kunnen tooltips gebruikt worden bij knoppen om de werking toe te lichten.
In Microsoft Office 2007 worden super-tooltips gebruikt: deze kunnen naast tekst ook opmaak en afbeeldingen bevatten.
Enkele Nederlandse vertalingen zijn 'werktip', 'tip', 'zwevende tip', 'info', 'knopinfo' en 'hulpballon', maar ook wordt vaak het Engelse woord 'tooltip' gebruikt. De officiële vertaling van Microsoft is 'knopinfo', maar Microsoft gebruikt soms ook 'tooltip'.
In Wikipedia wordt een tooltip soms gebruikt om uitleg van een afkorting te geven, bijv. zoals hier.
In veel programma's wordt de uitleg niet getoond in een tooltip maar in de statusbalk onderaan het venster.